# Čateška Gora

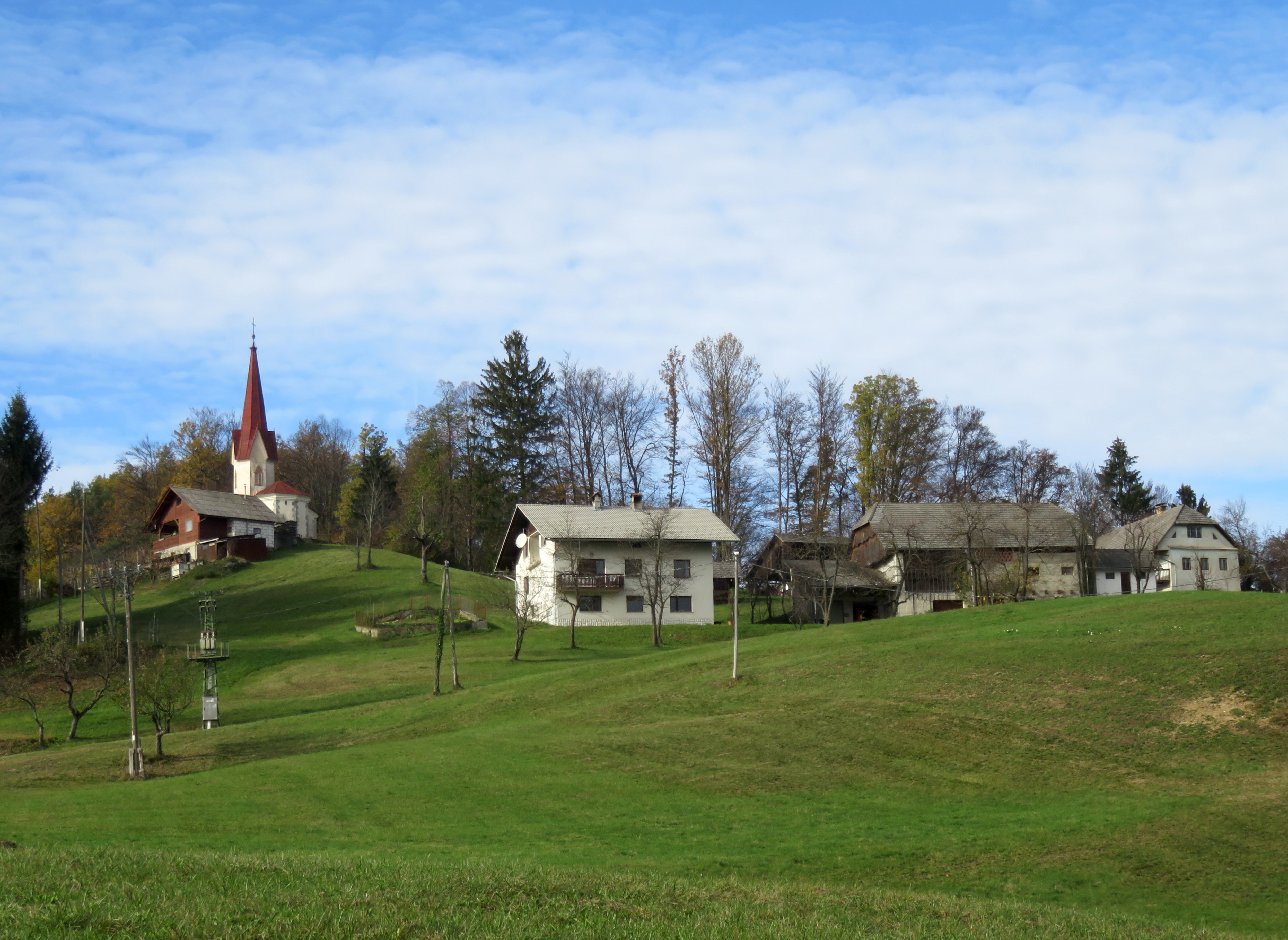
Zicht op het dorp Čateška Gora

Čateška Gora is een plaats in Slovenië en maakt deel uit van de gemeente Litija in de NUTS-3-regio Osrednjeslovenska. De plaats telde 25 inwoners op 1 januari 2020.